# Contea di Oconto
La contea di Oconto (in inglese, Oconto County) è una contea dello Stato del Wisconsin, negli Stati Uniti. La popolazione al censimento del 2000 era di 35 634 abitanti. Il capoluogo di contea è Oconto.